# Ханес Доур Хатълдоурсон
Ханес Доур Хатълдоурсон (на исландски: Hannes Þór Halldórsson) е исландски професионален футболист, вратар, роден на 27 април 1984 г. в Рейкявик. Играе под наем за норвежкия Будьо/Глимт и националния отбор на Исландия.

## Клубна кариера
През годините Халдорсон се е състезавал за отбори от Исландия, Норвегия и Холандия.
В родната си Исландия е играл за Лейкнир, Афтурелдинг, Стярнан, Фрам Рейкявик и КР Рейкявик.
На 28 март 2012 г. преминава под наем в норвежкия Бран.
На 6 декември 2013 г. подписва договор с друг норвежки отбор - Саннес Улф.
На 6 юли 2015 г. преминава в холандския НЕК Неймеген. Договорът му с отбора е за срок от 2 години.

## Национален отбор
Ханес Халдорсон прави дебюта си за националния отбор на 6 септември 2011 г. в европейска квалификация срещу Кипър, като Исландия печели мача с 1–0. 
След края на световните квалификации, той се превръща в титулярен вратар на отбора.
На 10 май 2016 г. излиза официалният състав на Исландия за Евро 2016, като Халдорсон е част от състава.

## Извън футбола
В свободното си време извън футбола, Халдорсон се изявява като режисьор на видеоклипове, като дори взима участие в подготовката на Исландия за Евровизия 2012. Това ще бъде и неговата работа след приключването с футбола.